# 卡宾达 (城市)
卡宾达位于大西洋畔，是安哥拉飞地卡宾达省的首府。剛果民主共和國對卡賓達省宣稱擁有主權。